# Ramon Banús i Crusellas
Ramon Banús i Crusellas (Santa Perpètua de Mogoda, 1947) va ser tècnic mecànic i va ser alcalde de Sant Quirze Safaja entre els anys 2007 i 2015.
Va treballar en una empresa de maquinària pesant de Santa Perpètua durant 37 anys, fins a jubilar-s'hi. A partir de l'any 1974 s'instal·là a Sant Quirze Safaja, d'on és la seva dona. En les eleccions municipals del 1991 es presentà com a independent en la llista de CiU, i va ocupar la regidoria de serveis i la primera tinença d'alcaldia. A les eleccions municipals del 2007 ja encapçalava la llista de CiU, que feu Banús alcalde el 16 de juny per un marge molt estret: 172 vots per CiU i 164 per a Independents per Sant Quirze Safaja, que presentava l'aleshores alcaldessa Assumpta Camps. A l'any 2011 va revalidar l'alcaldia guanyant les eleccions municipals per majoria absoluta.